# Casaseca de Campeán
Casaseca de Campeán ist ein nordwestspanischer Ort und eine Gemeinde (municipio) mit nur noch 86 Einwohnern (Stand: 2024) im Süden der Provinz Zamora in der Autonomen Gemeinschaft Kastilien-León. 

## Lage und Klima
Casaseca de Campeán liegt am Rand der Kastilischen Hochebene (Meseta Iberica) in einer Höhe von ca. 765 m.Die Provinzhauptstadt Zamora ist gut 15 km (Fahrtstrecke) in nördlicher Richtung entfernt. Das gemäßigte Kontinentalklima wird nur selten vom Atlantik beeinflusst; Regen (ca. 507 mm/Jahr) fällt vorwiegend im Winterhalbjahr.

## Bevölkerungsentwicklung
| Jahr      | 1970 | 1981 | 1991 | 2001 | 2011 | 2021 |
| Einwohner | 389  | 255  | 188  | 154  | 130  | 103  |

## Sehenswürdigkeiten

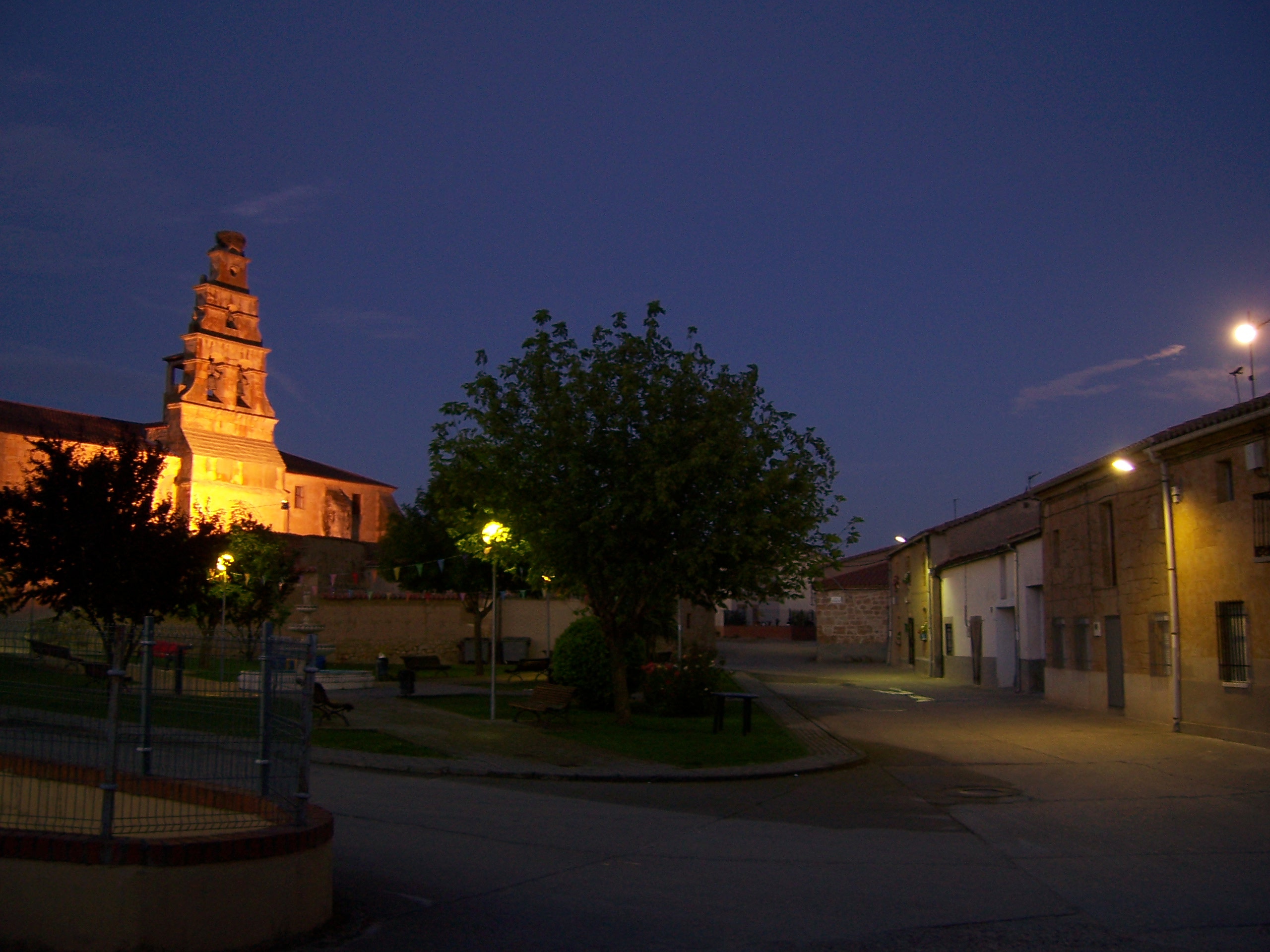
Isidorkirche

- Isidorkirche